# Физика (Аристотел)
„Физика“ (на латински: Physica) е фундаментален трактат от Аристотел, който се счита че е заложил основите на физиката като наука (в докласически, преди Нютон смисъл). Трактатът се състои от 8 книги. В началото физиката се разглежда не като учение за природата (на гръцки: Φύση), а като наука за движението (на гръцки: κίνησις), включваща категории като време, пустота и място. В трактата си Аристотел полемизира с елеатите, които утвърждавали невъзможността на движението.